# Sōta Matsubara
Sōta Matsubara (japanisch 松原 颯汰 Matsubara Sōta; * 30. September 2002 in der Präfektur Osaka) ist ein japanischer Fußballspieler.

## Karriere
Sōta Matsubara erlernte das Fußballspielen in der Schulmannschaft der RKU Kashiwa High School. Von Ende September 2020 bis Saisonende wurde er an den Zweitligisten JEF United Ichihara Chiba ausgeliehen. Hier kam er jedoch nicht zum Einsatz. Nach der Ausleihe wurde Matsubara im Februar 2021 fest von JEF United unter Vertrag genommen. Ende September 2021 wechselte er auf Leihbasis nach Osaka zum Erstligisten Cerezo Osaka. Ohne einen Einsatz kehrte er Ende Januar 2022 wieder zu JEF United zurück. Sein Zweitligadebüt gab Sōta Matsubara am 2. Juli 2022 (24. Spieltag) im Auswärtsspiel gegen Ōita Trinita. Bei der 3:2-Niederlage stand er in der Startelf und spielte die kompletten 90 Minuten.